# Silenzio e grido
Silenzio e grido (Csend és kiáltás) è un film ungherese diretto nel 1968 da Miklós Jancsó.
Il film fa parte di una trilogia che comprende I disperati di Sandór (1966) e L'armata a cavallo (1968).

## Trama
Ungheria, 1919. La repubblica sovietica ungherese di Béla Kun è caduta e l'esercito dell'ammiraglio Miklós Horthy esercita una spietata repressione. Il film si apre con una spietata esecuzione di un soldato rosso che per un breve momento viene illuso di potersi salvare. Di lì a poco un altro ribelle viene giustiziato.  Karoly è un contadino ex -soldato che, a seguito ricatti, aiuta la polizia a scovare i ribelli. Vive in una fattoria con la moglie Terez e la cognata Anna. Le due hanno un rapporto ambiguo con il potere: docili e ubbidienti sembrano più complici che vittime. In casa i tre nascondono il rivoluzionario Istvan, un ex -soldato russo ricercato dalle autorità.  Kémeri, comandante della polizia ed ex compagno di scuola di Istvan, tollera la presenza del rivoluzionario e, al contempo, perseguita il contadino. Controlla ogni mossa dell'uomo esercitando uno strano e crudele gioco di potere. Quando Terez e Anna vengono prese per essere sottoposte alle ennesime umiliazioni sessuali, Karoly non reagisce. Istvan, stanco del clima di sottomissione che regna nella casa, se ne va, non trovando però nessuno disposto ad ospitarlo. Karoly va a riprenderlo e grazie alla complicità di Kémeri lo riporta alla fattoria. Terez e Anna decidono di avvelenare Karoly, che stanco e pressato su vari fronti, accusato dalla polizia di omicidio, accetta la sua sorte. Istvan però si ribella. Esce allo scoperto, ben consapevole delle conseguenze del gesto, per denunciare l'omicidio che le due donne stanno per attuare. Kémeri non lo può più coprire e gli fornisce una pistola per suicidarsi evitando la fucilazione. Ma Istvan, non la usa per sé ma per ucciderlo.

## Accoglienza
Il film è in concorso alla 29ª Mostra internazionale d'arte cinematografica di Venezia.